# ناکلدوست
ناکلدوست (انگلیسی: Knuckledust) یک فیلم اکشن و دلهره‌آور بریتانیایی محصول سال ۲۰۲۰ به نویسندگی و کارگردانی جیمز کرماک با بازی مو دانفورد، کیت دیکی، کامیل رو، فیل دیویس، الکس فرنس، اولیویه ریشترز، جیمی وینستون، گثین آنتونی و سباستین فوکو است. این فیلم در بریتانیا فیلمبرداری شده‌است. در ایالات متحده و کانادا به صورت ویدئو به‌درخواست توسط کمپانی ساموئل گلدوین فیلمز در ۸ دسامبر ۲۰۲۰ و در بریتانیا در ۱۱ دسامبر منتشر شد که با نظرات متفاوتی از سوی منتقدان مواجه شد.

## داستان
یک گروه ویژه پلیس وارد مکان مبارزات زیرزمینی می‌شوند، آن‌ها در این مکان با اجساد بی‌شماری از جنگجویان، آدمکش‌ها و خلافکار روبرو می‌شوند، اما مردی درمیان آنها هنوز زنده است و به سختی نفس می‌کشد و…

## تولید
فیلمبرداری در ۲۸ اکتبر ۲۰۱۹ آغاز شد. و در ۳ دسامبر ۲۰۱۹ در بریتانیا به پایان رسید. در ۲ نوامبر ۲۰۲۰، ساموئل گلدوین فیلمز اعلام کرد که فیلم را توزیع خواهد کرد.

## پاسخ انتقادی
در گردآورنده بررسی راتن تومیتوز دارای رتبه تأیید ۵۷٪ بر اساس هفت بررسی، با میانگین امتیاز ۵٫۶ از ۱۰ است. از گاردین، لزلی فلپرین به فیلم امتیاز دو ستاره از پنج ستاره داد و نوشت که «به نظر می‌رسد فیلم‌برداری فیلم برای منحرف کردن حواس از نامرتب بودن دکورها طراحی شده‌است، در حالی که دیالوگ‌های خفه‌کننده و آهنگ‌های پشتیبان خیلی بلند باعث می‌شود که فیلم نزدیک شود. نمی‌توان فهمید که چه اتفاقی در حال رخ دادن است.»